# Fontanas
Fontanas (en francès Fontanes) és un municipi delegat francès, situat al departament del Losera i a la regió de Llenguadoc-Rosselló-Migdia-Pirineus. L'1 de gener de 2016, Fontanas va fusionar amb Naunçac i formar el municipi nou de Naunçac-Fontanas.